# Bastøy

Bastøy är en ö och ett fängelse som upptar hela ön. Ön är belägen i Oslofjorden ungefär 75 km söder om Oslo i Hortens kommun i Vestfold fylke i sydöstra Norge. Fängelset hyser 115 interner. Fängelsedirektör Arne Kvernvik-Nilsen leder en stab på 69 anställda.

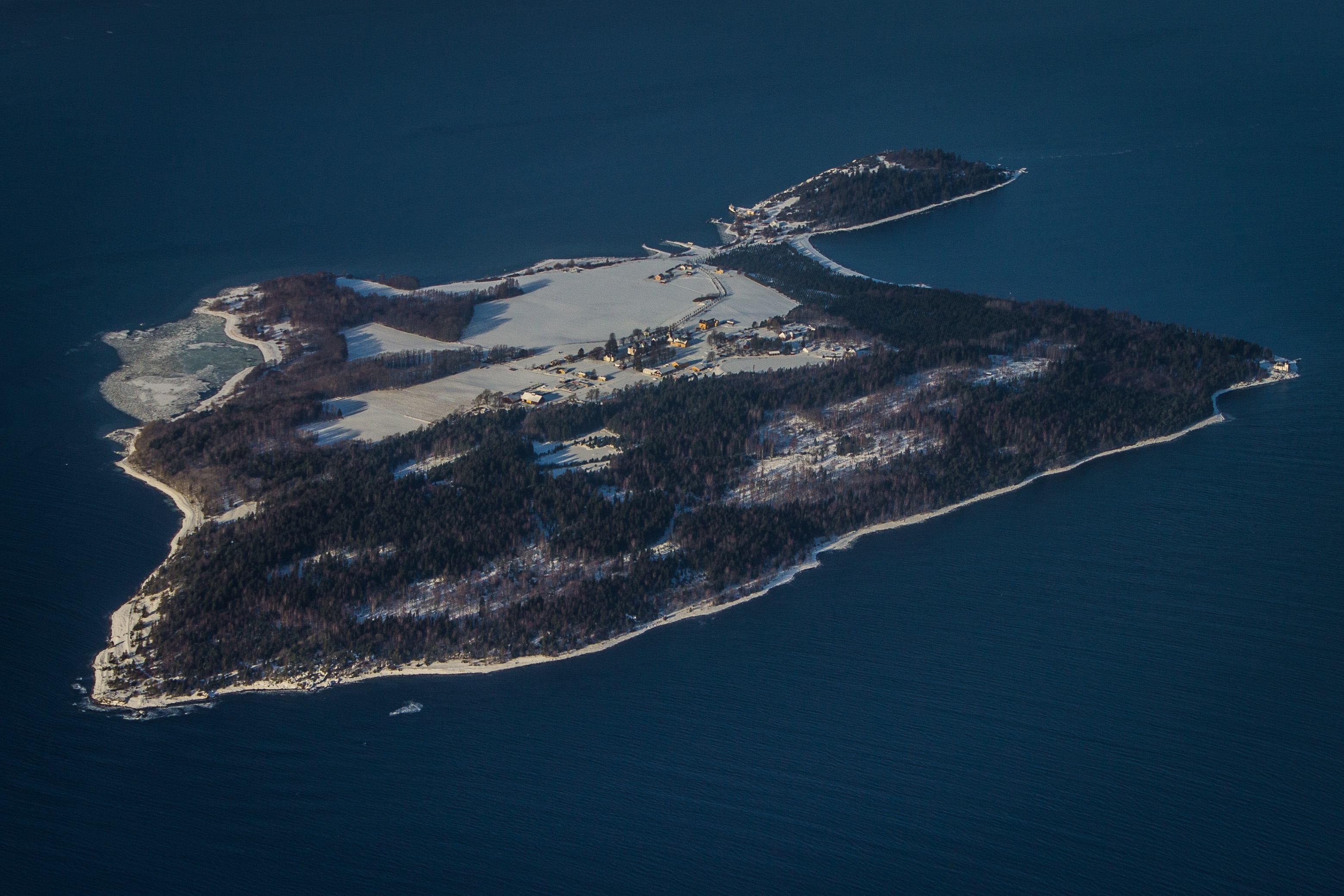
Bastøy fängelse.

## Historia

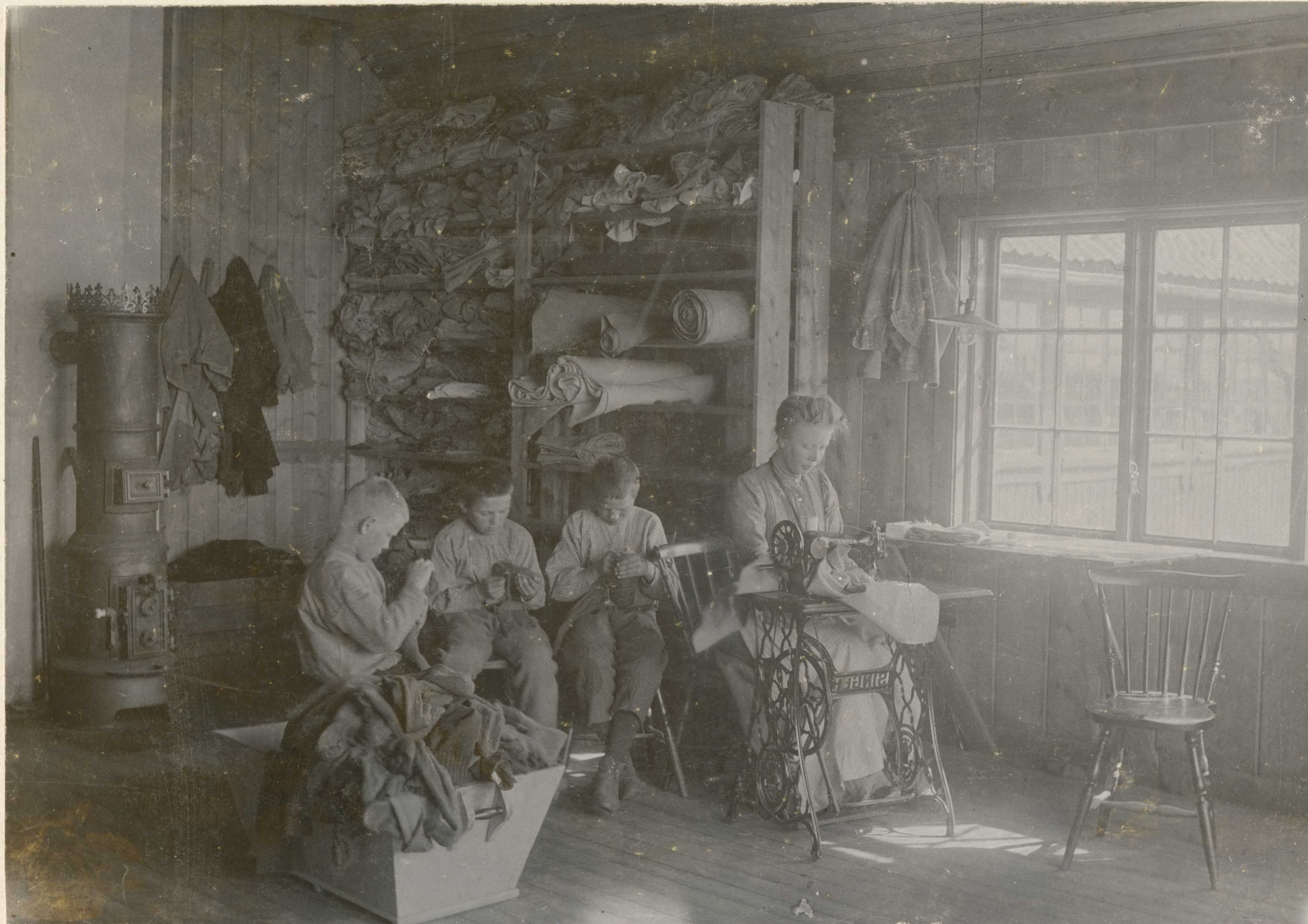
Skrädderi på skolhemmet på Bastøy ca 1903

Tidigare var ön en uppfostringsanstalt för unga män. Det som kallades Bastøy skolehjem var ett resultat av en lag från 1896 om ”behandlingen av utsatta barn”. Den norska staten köpte ön 1898 och den första pojken kom dit två år senare. Uppfostringsanstalten stängdes 1970.
1915 ägde ett omtalat uppror rum på ön och militär (150 marinsoldater) var tvungen att tillkallas.

## Populärkultur
Flykten från Bastöy är en film om upproret 1915.